# Tournoi de clôture du championnat du Panama de football 2007
Navigation
Saison précédente Saison suivante
Le Tournoi Clausura 2007 est le deuxième tournoi saisonnier disputé au Panama.
C'est cependant la 21e fois que le titre de champion du Panama est remis en jeu.
Lors de ce tournoi, le Tauro FC a tenté de conserver son titre de champion du Panama face aux neuf meilleurs clubs panaméens.
Chacun des dix clubs participant était confronté deux fois aux neuf autres équipes. Puis les quatre meilleurs se sont affrontés lors d'une phase finale à la fin du tournoi.
Seulement une place était qualificative pour la Ligue des champions de la CONCACAF.

## Les 10 clubs participants
| \| Panama City : Alianza FC Chorrillo FC CD Plaza Amador Tauro FC Panama City Deportivo Árabe Unido Chepo FC Atlético Chiriquí Panama City San Francisco FC Sporting San Miguelito Panama City Atlético Veragüense \| Localisation des clubs. |
| Panama City : Alianza FC Chorrillo FC CD Plaza Amador Tauro FC Panama City Deportivo Árabe Unido Chepo FC Atlético Chiriquí Panama City San Francisco FC Sporting San Miguelito Panama City Atlético Veragüense                               |

| Club                     | Stade                     | Capacité          | Ville                |
| Alianza FC               | Stade Camping Resort      | 1 500             | Panama City          |
| Deportivo Árabe Unido    | Stade Armando Dely Valdes | 4 000             | Colón                |
| Chepo FC                 | Stade Bernardo Gil        | 300               | Chepo                |
| Atlético Chiriquí        | Stade San Cristóbal       | 2 500             | David                |
| Chorrillo FC             | Stade Municipal de Balboa | 2 000             | Panama City          |
| CD Plaza Amador          | Stade Javier Cruz         | 2 500             | Panama City          |
| San Francisco FC         | Stade Agustín Sánchez     | 3 040             | La Chorrera          |
| Sporting San Miguelito   | Stade Bernardo Gil        | 300               | San Miguelito        |
| Tauro FC                 | Camp Giancarlo Gronchi    | Capacité inconnue | Panama City          |
| Atlético Veragüense (en) | Stade Áristocles Castillo | 700               | Santiago de Veraguas |

## Compétition
Le tournoi Clausura se déroule de la même façon que le tournoi saisonnier précédent, en deux phases :
- La phase de qualification : les dix-huit journées de championnat.
- La phase finale : les matchs aller-retour allant des demi-finales à la finale.

### Phase de qualification
Lors de la phase de qualification les dix équipes affrontent à deux reprises les neuf autres équipes selon un calendrier tiré aléatoirement.
Les quatre meilleures équipes sont qualifiées pour les demi-finales.
Le classement est établi sur le barème de points classique (victoire à 3 points, match nul à 1, défaite à 0).
Le départage final se fait selon les critères suivants :
- Le nombre de points.
- Le nombre de points particulier.
- La différence de buts particulière.
- La différence de buts générale.
- Le nombre de buts marqué.

#### Classement
| Rang | Équipe                   | Pts | J  | G  | N | P  | Bp | Bc | Diff |
| ---- | ------------------------ | --- | -- | -- | - | -- | -- | -- | ---- |
| 1    | San Francisco FC         | 37  | 18 | 11 | 4 | 3  | 27 | 16 | +11  |
| 2    | Deportivo Árabe Unido    | 32  | 18 | 9  | 5 | 4  | 42 | 27 | +15  |
| 3    | Tauro FC (T)             | 31  | 18 | 8  | 7 | 3  | 38 | 23 | +15  |
| 4    | Chorrillo FC             | 27  | 18 | 8  | 3 | 7  | 24 | 21 | +3   |
| 5    | Atlético Chiriquí        | 26  | 18 | 6  | 8 | 4  | 21 | 20 | +1   |
| 6    | Alianza FC               | 24  | 18 | 7  | 3 | 8  | 19 | 20 | -1   |
| 7    | Chepo FC (P)             | 23  | 18 | 6  | 5 | 7  | 23 | 21 | +2   |
| 8    | Sporting San Miguelito   | 18  | 18 | 4  | 6 | 8  | 19 | 24 | -5   |
| 9    | CD Plaza Amador          | 17  | 18 | 4  | 5 | 9  | 24 | 30 | -6   |
| 10   | Atlético Veragüense (en) | 11  | 18 | 3  | 2 | 13 | 10 | 43 | -33  |

| Légende : Qualifications et relégations | Légende : Qualifications et relégations             |
| --------------------------------------- | --------------------------------------------------- |
|                                         | Qualifié pour les demi-finales                      |
|                                         | (T) : Tenant du titre (P) : Promu de la saison 2006 |

#### Matchs
| Résultats (▼dom., ►ext.)                                   | Ali | Ára | Chi | Ver | Che | Cho | Pla | San | Spo | Tau |
| Alianza FC                                                 |     | 1-2 | 1-1 | 0-1 | 1-3 | 2-0 | 2-1 | 1-0 | 1-0 | 1-1 |
| Deportivo Árabe Unido                                      | 0-1 |     | 6-3 | 4-0 | 3-2 | 1-2 | 4-1 | 2-3 | 3-2 | 1-2 |
| Atlético Chiriquí                                          | 1-0 | 2-2 |     | 0-0 | 1-0 | 4-2 | 2-0 | 0-1 | 1-0 | 2-2 |
| Atlético Veragüense (en)                                   | 2-1 | 0-2 | 0-1 |     | 0-4 | 0-0 | 0-3 | 0-2 | 0-0 | 0-4 |
| Chepo FC                                                   | 0-1 | 1-1 | 0-0 | 2-0 |     | 0-1 | 1-0 | 0-3 | 1-1 | 3-1 |
| Chorrillo FC                                               | 1-0 | 1-1 | 4-0 | 5-2 | 1-2 |     | 0-1 | 2-0 | 1-3 | 0-1 |
| CD Plaza Amador                                            | 1-2 | 3-3 | 1-1 | 3-1 | 0-0 | 2-2 |     | 0-0 | 3-4 | 3-1 |
| San Francisco FC                                           | 2-1 | 1-3 | 1-0 | 3-2 | 2-0 | 2-0 | 3-2 |     | 1-0 | 0-0 |
| Sporting San Miguelito                                     | 1-1 | 1-2 | 1-1 | 0-2 | 3-2 | 0-1 | 1-0 | 0-0 |     | 1-1 |
| Tauro FC                                                   | 3-2 | 2-2 | 1-1 | 7-0 | 3-2 | 0-1 | 3-0 | 3-3 | 3-1 |     |
| - Victoire à domicile - Match nul - Victoire à l'extérieur |     |     |     |     |     |     |     |     |     |     |

### Classement cumulatif
| Rang | Équipe                   | Pts | J  | G  | N  | P  | Bp | Bc | Diff |
| ---- | ------------------------ | --- | -- | -- | -- | -- | -- | -- | ---- |
| 1    | Tauro FC (C)             | 69  | 36 | 19 | 12 | 5  | 75 | 38 | +37  |
| 2    | San Francisco FC (C)     | 66  | 36 | 20 | 6  | 10 | 52 | 33 | +19  |
| 3    | Deportivo Árabe Unido    | 62  | 36 | 18 | 8  | 10 | 68 | 47 | +21  |
| 4    | Chorrillo FC             | 55  | 36 | 16 | 7  | 13 | 53 | 46 | +7   |
| 5    | Atlético Chiriquí        | 51  | 36 | 13 | 12 | 11 | 45 | 33 | +12  |
| 6    | Chepo FC (P)             | 51  | 36 | 14 | 9  | 13 | 50 | 48 | +2   |
| 7    | Alianza FC               | 41  | 36 | 12 | 5  | 19 | 44 | 56 | -12  |
| 8    | Sporting San Miguelito   | 38  | 36 | 9  | 11 | 16 | 36 | 44 | -8   |
| 9    | CD Plaza Amador          | 38  | 36 | 9  | 11 | 16 | 45 | 55 | -10  |
| 10   | Atlético Veragüense (en) | 26  | 36 | 7  | 5  | 24 | 33 | 89 | -56  |

| Légende : Qualifications et relégations | Légende : Qualifications et relégations                                         |
| --------------------------------------- | ------------------------------------------------------------------------------- |
|                                         | Ligue des champions de la CONCACAF 2010-2011 (Tour préliminaire)                |
|                                         | Qualifié pour le barrage de relégation en Primera A                             |
|                                         | (C) : Vainqueur d'un des deux tournois de l'année (P) : Promu de la saison 2006 |

### Barrage de relégation
| Club                     | Aller  | Retour | Club | Commentaire |
| Atlético Veragüense (en) | Annulé | Annulé | -    |             |

### La phase finale
Les quatre équipes qualifiées sont réparties dans le tableau final d'après leur classement général.
En cas d'égalité sur la somme des deux matchs, c'est l'équipe ayant marqué le plus de buts à extérieur qui l'emporte puis une prolongation et une séance de tirs au but ont éventuellement lieu.

#### Tableau
|  | 1/2 finale            | 1/2 finale            | 1/2 finale            | 1/2 finale | 1/2 finale | 1/2 finale |                  |                  | Finale | Finale | Finale | Finale | Finale |  |
|  |                       |                       |                       |            |            |            |                  |                  |        |        |        |        |        |  |
|  |                       |                       |                       |            |            |            |                  |                  |        |        |        |        |        |  |
|  |                       |                       |                       |            |            |            |                  |                  |        |        |        |        |        |  |
|  | San Francisco FC      | San Francisco FC      | (1)                   | 1          | 0          | 0(4)       |                  |                  |        |        |        |        |        |  |
|  | San Francisco FC      | San Francisco FC      | (1)                   | 1          | 0          | 0(4)       |                  |                  |        |        |        |        |        |  |
|  | Chorrillo FC          | Chorrillo FC          | (4)                   | 0          | 1          | 0(3)       |                  |                  |        |        |        |        |        |  |
|  | Chorrillo FC          | Chorrillo FC          | (4)                   | 0          | 1          | 0(3)       | San Francisco FC | San Francisco FC | (1)    | 0      | 0(4)   |        |        |  |
|  |                       |                       |                       |            |            |            | San Francisco FC | San Francisco FC | (1)    | 0      | 0(4)   |        |        |  |
|  |                       | Deportivo Árabe Unido | Deportivo Árabe Unido | (2)        | 0          | 0(2)       |                  |                  |        |        |        |        |        |  |
|  | Deportivo Árabe Unido | Deportivo Árabe Unido | Deportivo Árabe Unido | (2)        | 0          | 0(2)       | (2)              | 1                | 0      |        |        |        |        |  |
|  | Deportivo Árabe Unido | Deportivo Árabe Unido |                       |            |            |            | (2)              | 1                | 0      |        |        |        |        |  |
|  | Tauro FC              | Tauro FC              | (3)                   | 0          | 0          |            |                  |                  |        |        |        |        |        |  |
|  | Tauro FC              | Tauro FC              | (3)                   | 0          | 0          |            |                  |                  |        |        |        |        |        |  |

#### Demi-finales
| Club                  | Aller | Retour | Club         | Commentaire       |
| San Francisco FC      | 1-0   | 0-1    | Chorrillo FC | Tirs au but : 4-3 |
| Deportivo Árabe Unido | 1-0   | 0-0    | Tauro FC     |                   |

#### Finale
| 2 décembre 2007                                                                     | San Francisco FC | 0:0 (a.p.)                                                          | Deportivo Árabe Unido | Stade Nacional de Panama |
|                                                                                     |                  | (0:0)                                                               |                       |                          |
| Jose Julio · Eduardo Jimenez · Juan Ramon Solis · Santiago de Alba · Alberto Blanco | Tirs au but 4:2  | Eduardo McTaggart · Ricardo Lozano · Nelson Barahona · Nahil Caroll |                       |                          |

## Bilan du tournoi
| Tableau d'Honneur     |                  |
| Compétition           | Vainqueur        |
| Tournoi Clausura 2007 | San Francisco FC |

| Qualifications continentales 2008-2009 |                  |
| Ligue des champions                    | Qualifiés        |
| Tour Préliminaire                      | San Francisco FC |

| Promotions et relégations |       |
| Relégué en Primera A      | Aucun |
| Promu de Primera A        | Aucun |

## Statistiques

### Buteurs
| Rang | Nom               | Équipe                 | Buts |
| 1    | Orlando Rodríguez | Deportivo Árabe Unido  | 9    |
| 1    | Gabriel Torres    | Chepo FC               | 9    |
| 3    | César Medina      | Alianza FC             | 8    |
| 3    | Manuel Mosquera   | Deportivo Árabe Unido  | 8    |
| 3    | Luis Escobar      | Tauro FC               | 8    |
| 6    | Anthony Basil     | Sporting San Miguelito | 7    |
| 7    | 2 joueurs         | 2 joueurs              | 6    |